# Rags (pel·lícula de 1915)

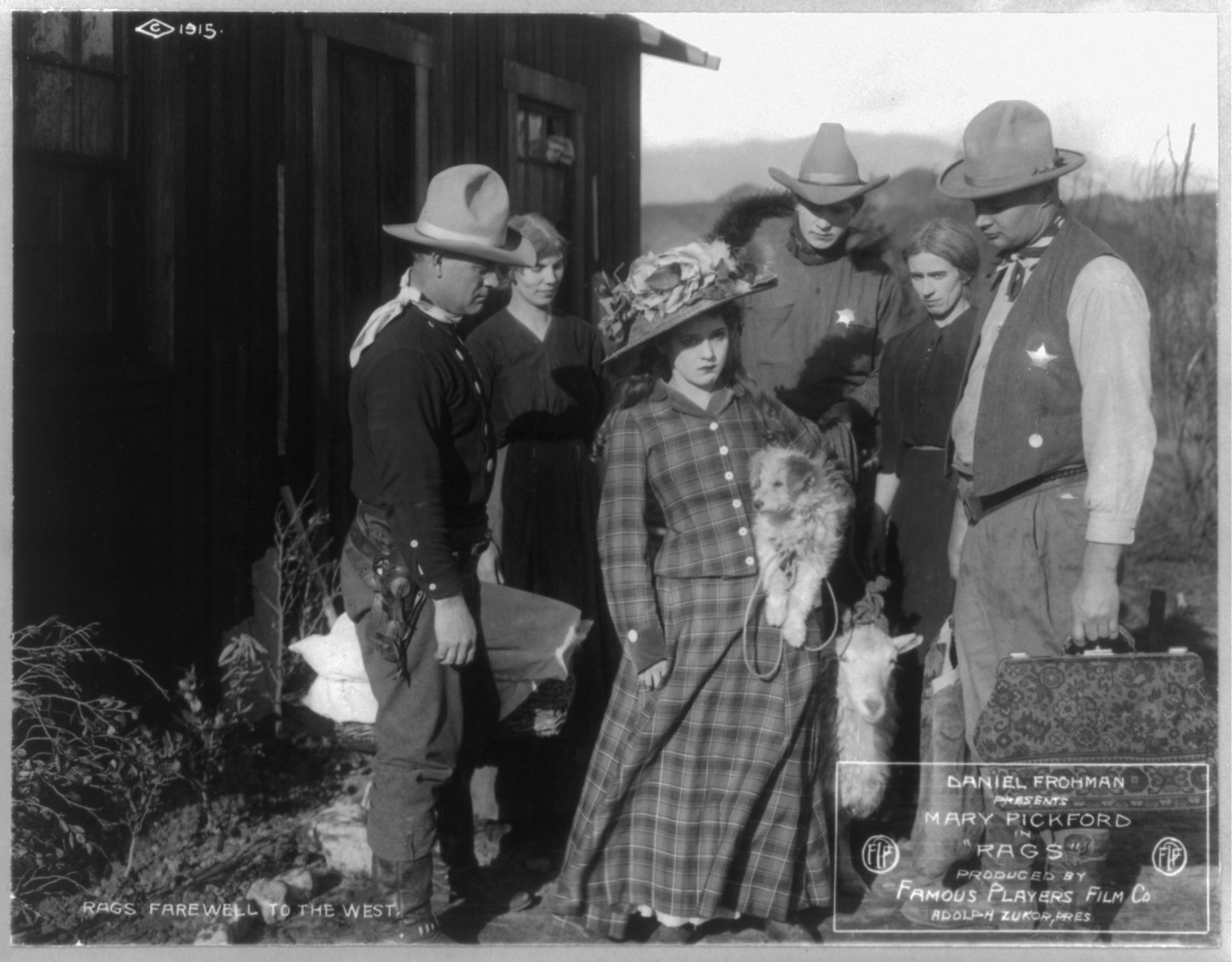
Fotograma de la pel·lícula del moment en què Rags abandona el poble per anar a viure a la mansió dels Hardesty

Rags és una pel·lícula muda de la Famous Players Film Company dirigida per James Kirkwood i protagonitzada per Mary Pickford i Marshall Neilan. La pel·lícula, de 5 bobines, es va estrenar el 2 d’agost de 1915.

## Argument
Paul Ferguson proposa a Alice McCloud que es casin però poc després es descobreix que falten diners per culpa seva al banc on treballa. Alice decideix acceptar de totes maneres la proposta i el seu tutor, John Hardesty, el president del banc, permet que la parella no sigui denunciada i pugui abandonar la ciutat.
Anys més tard, Paul és un borratxo en un campament miner. L'Alice va morir després de donar a llum una nena, que es converteix en una noia plena de vida que tothom coneix com a “Rags”. Encara que Paul s’aprofita d'ella, Rags el protegeix durant una baralla al bar. Keith Duncan, un jove ric enginyer de mines, que resulta ser nebot de John Hardesty, s'enamora d’ella. Tot i que a ella també li agrada s'adona que les seves posicions socials els impedeixen casar-se. Quan Rags s'assabenta que Paul i dos còmplices planegen robar la nòmina de l'empresa minera, avisa el xèrif. Paul és ferit mortalment a la batalla posterior i deixa enrere una carta en què demana que John s'ocupi de Rags. La noia s'adapta gradualment a la bona vida mansió Hardesty, i John aprova el seu l'enllaç d’ella amb Keith. Tot i que un malentès separa en Rags i Keith, el seu amor finalment triomfa.

## Repartiment
- Mary Pickford (Alice McCloud/ "Rags")
- Marshall Neilan (Keith Duncan)
- Joseph Manning (John Hardesty)
- J. Farrell MacDonald (Paul Ferguson)
- Gertrude Norman (vella criada)